# أليخاندرو دوهرتي
أليخاندرو دوهرتي (بالإسبانية: Alejandro Doherty) هو لاعب هوكي الحقل أرجنتيني، ولد في 6 أغسطس 1965.

## وصلات خارجية
- أليخاندرو دوهرتي على موقع أوليمبيديا (الإنجليزية)